# Тоба (город)
То́ба (яп. 鳥羽市) — город в Японии, в префектуре Миэ. Статус большого города получил 1 ноября 1954 года. В 2003 население города составляло 24 301 человек, площадь города — 107,88 кв. км, плотность населения в муниципалитете — 225,26 чел./кв. км. Координаты: 34°29′ с. ш. 136°51′ в. д.
Город известен как родина предпринимателя Кокити Микимото, который изобрёл технологию выращивания жемчуга. В городе можно до сих пор увидеть женщин-ныряльщиц за жемчугом (ама).

## Экономика
Вдоль морского побережья развито культивирование устриц, креветок и жемчуга. Важное значение имеют рыболовство, транспорт (в том числе морские паромы), туризм, торговля (в городе расположен торговый центр Shopping Plaza Hello), а также машиностроение (завод электродвигателей Sinfonia Technology). 
В Тоба расположены Национальный колледж морских технологий, Жемчужный остров Микимото, принадлежащий Mikimoto Pearl Museum Co, знаменитый аквариум с большим количеством уникальных рыб, дельфинов и морских животных.

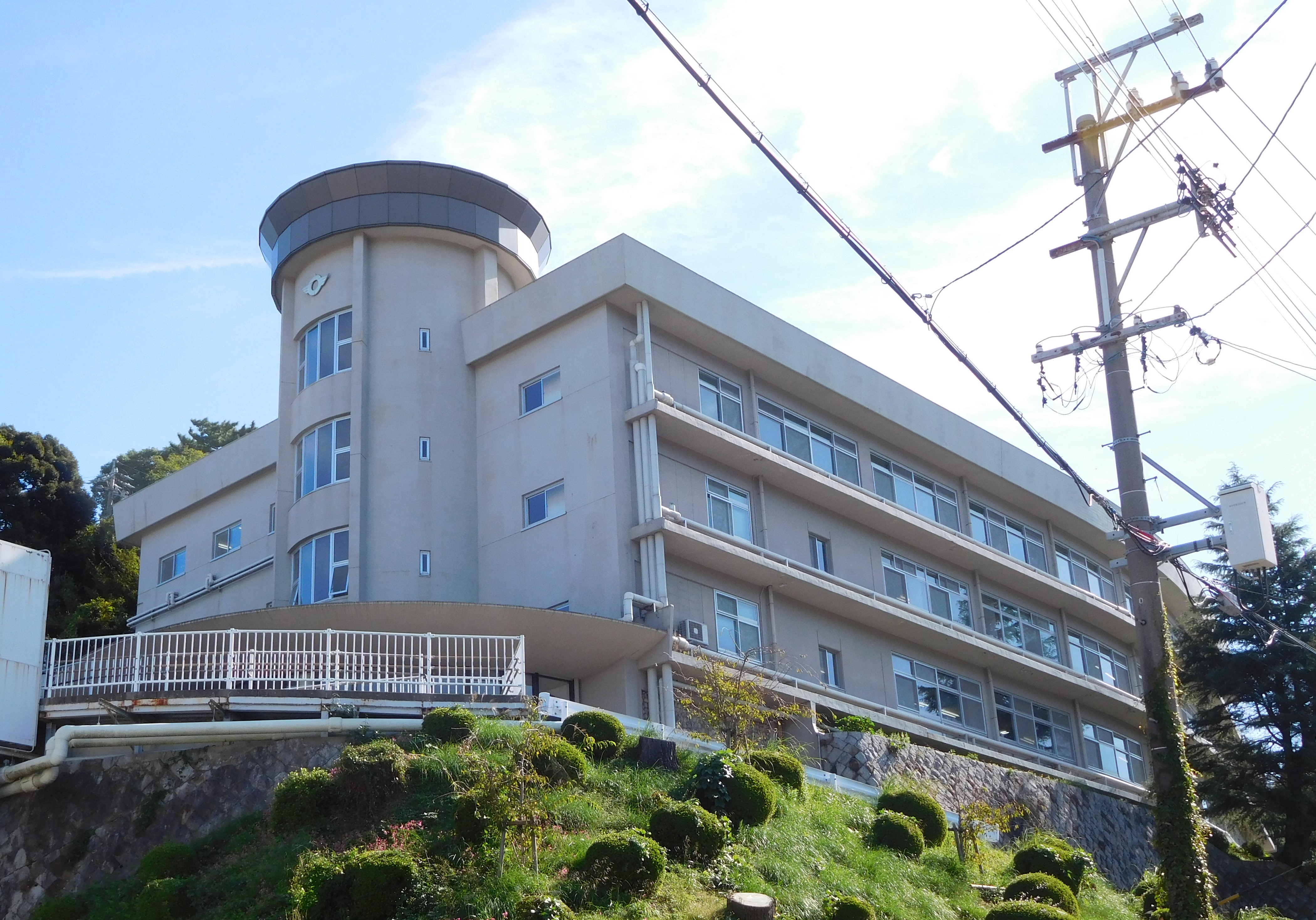
Мэрия города Тоба
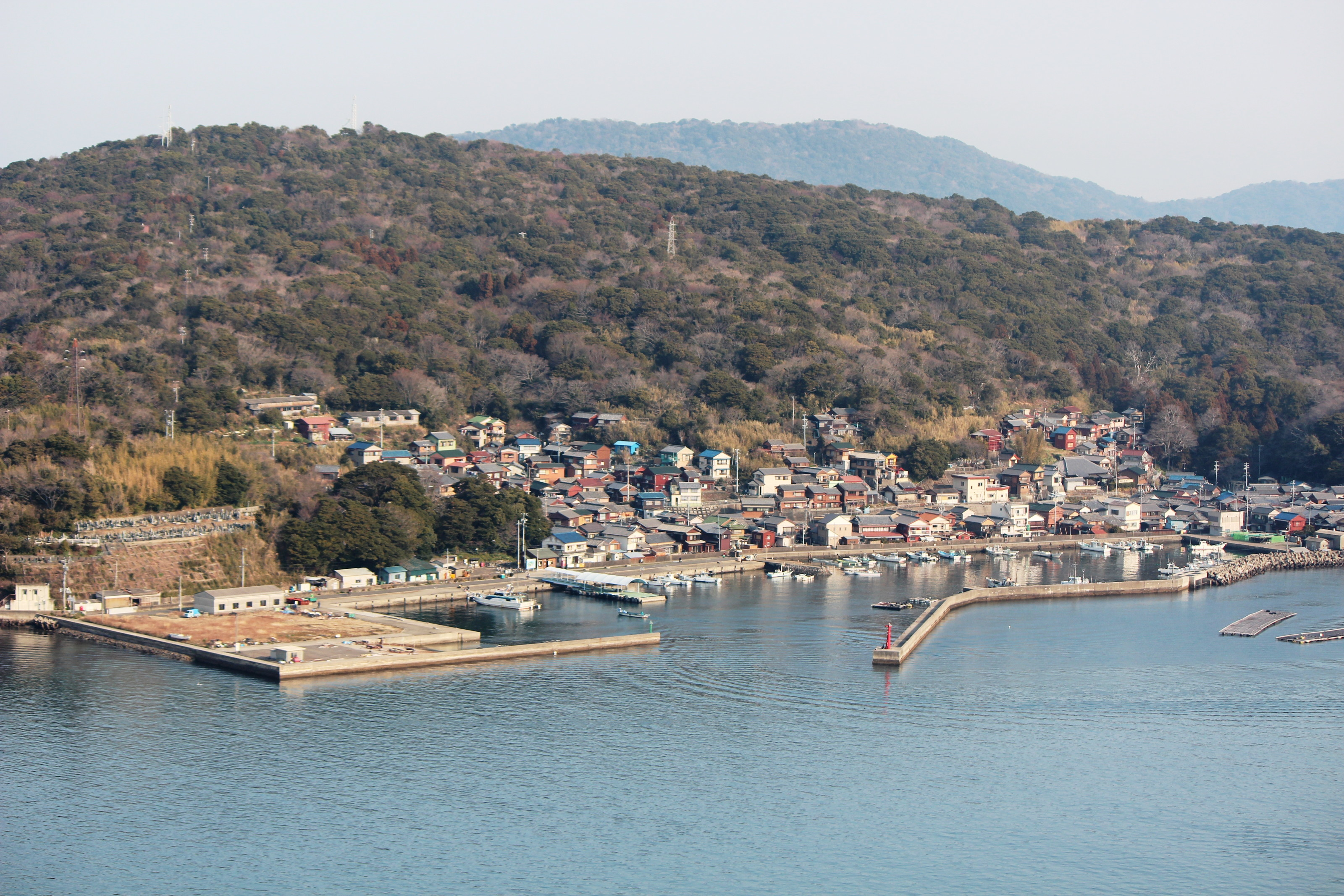
Остров Сакатэ
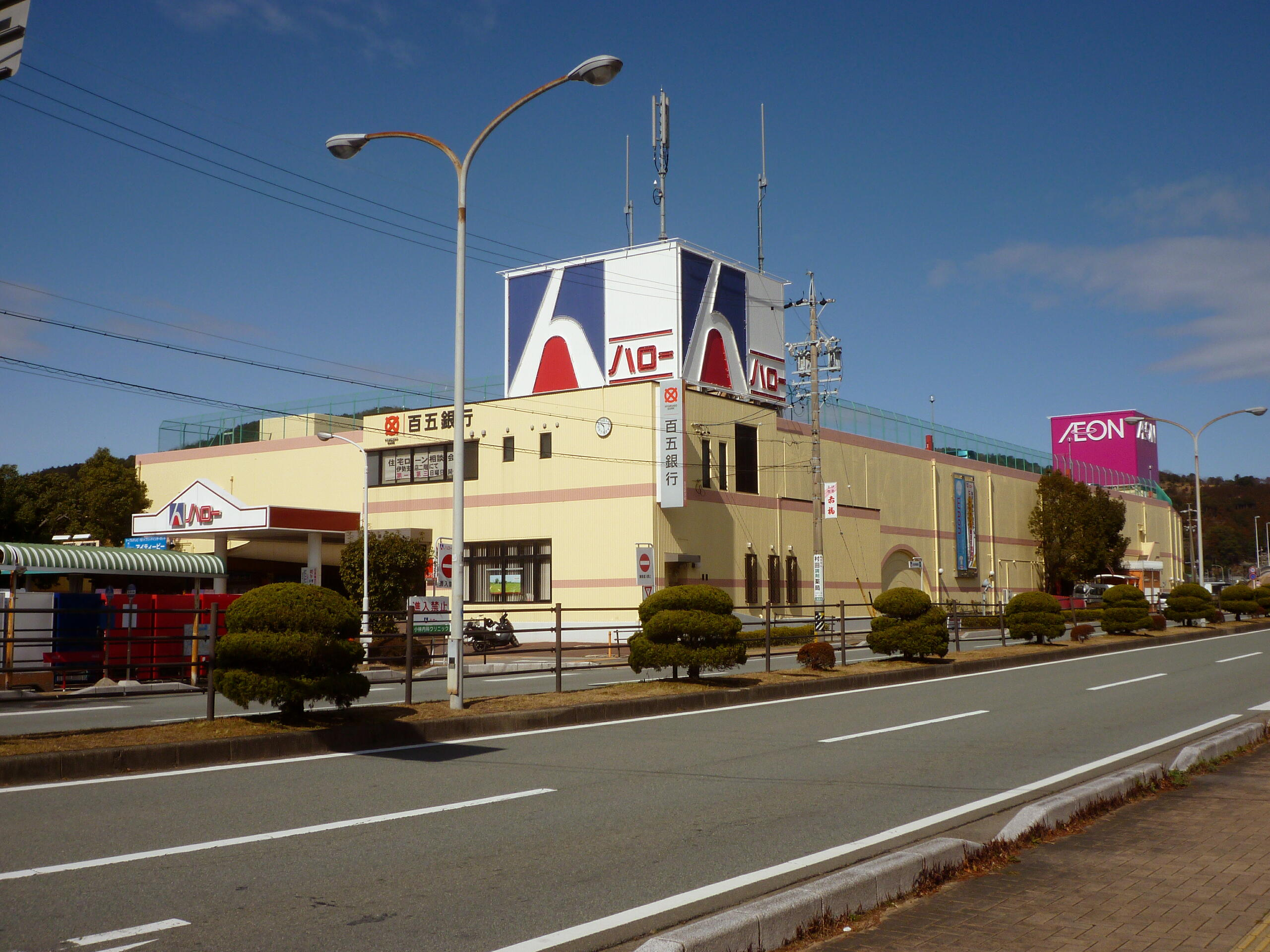
Shopping Plaza Hello

## Достопримечательности
- Народный морской музей Тобы

## Города-побратимы
- Санта-Барбара, США (1966)
- Санда, Япония (2011)